# Pisek, North Dakota
Pisek, North Dakota (енгл. Pisek) град је у америчкој савезној држави Северна Дакота.

## Демографија
По попису из 2010. године број становника је 106, што је 10 (10,4%) становника више него 2000. године.
| Група             | 2000.      | 2010.      |
| Белци             | 93 (96,9%) | 98 (92,5%) |
| Афроамериканци    | 0 (0,0%)   | 0 (0,0%)   |
| Азијати           | 0 (0,0%)   | 0 (0,0%)   |
| Хиспаноамериканци | 2 (2,1%)   | 3 (2,8%)   |
| Укупно            | 96         | 106        |